# Criterio di ottimalità
Nella teoria della decisione, un criterio di ottimalità è uno strumento utilizzato per confrontare diverse decisioni e scegliere la più appropriata. In particolare, la decisione è solitamente scelta in modo da minimizzare tale criterio.
Un criterio di ottimalità non garantisce automaticamente l'esistenza di una decisione ottima, né che questa sia unica.

## Definizione formale
Un criterio di ottimalità {\displaystyle K}, nell'ottica di un problema decisionale {\displaystyle (\Omega ,\Delta ,W_{\delta },K)}, è un funzionale dallo spazio delle funzioni di perdita possibili {\displaystyle {\mathcal {W}}} ai numeri reali:
{\displaystyle K:{\mathcal {W}}\rightarrow \mathbb {R} }

## Criteri di ottimalità più comuni
Tra i più comuni esempi di criteri di ottimalità ritroviamo i seguenti.

### Criterio del valore atteso
Il criterio del valore atteso è definito come il valore atteso della funzione di perdita, ossia il suo integrale di Lebesgue su tutto lo spazio degli stati di natura {\displaystyle \Omega } rispetto a una misura di probabilità {\displaystyle P}. In formule:
{\displaystyle K_{E}(W_{\delta })=E(W_{\delta })=\int _{\Omega }W_{\delta }dP}
Tale criterio, poiché incorpora una misura di probabilità al suo interno, è detto bayesiano. Ovviamente deve valere, per applicare tale criterio, la condizione di regolarità che i valori attesi delle funzioni di perdita esistano.
Quando {\displaystyle P} è una misura di probabilità uniforme (ossia ogni stato di natura è equiprobabile), si parla anche di criterio di Bayes-Laplace, che può essere rappresentato come {\displaystyle K_{BL}(W_{\delta })={\frac {1}{m}}\sum _{i=1}^{m}W_{\delta }(\omega _{i})} nel caso discreto e come {\displaystyle K_{BL}(W_{\delta })={\frac {1}{mis(\Omega )}}\int _{\Omega }W_{\delta }(\omega )d\omega } nel caso continuo.

### Criterio del minimax
Il criterio del minimax è così chiamato perché cerca di minimizzare il massimo delle funzioni di perdita. È infatti definito come:
{\displaystyle K_{MINIMAX}(W_{\delta })=sup_{\omega }W_{\delta }(\omega )}
In altre parole, il criterio equivale al massimo valore che la funzione di perdita assume su tutto lo spazio degli stati di natura.
Tale criterio, esulando da qualsiasi considerazione sulla probabilità degli stati di natura, è detto non bayesiano.

### Criterio media-varianza
Il criterio media-varianza è un criterio che penalizza la variabilità delle perdite, definito come:
{\displaystyle K_{MV}(W_{\delta })=E(W_{\delta })+\alpha V(W_{\delta })}
dove {\displaystyle \alpha >0} e {\displaystyle V(\cdot )} indica la varianza della funzione di perdita.
Tale criterio, dovendo essere minimizzato, implica la scelta a parità di valore atteso della decisione con perdite meno variabili; un suo difetto, tuttavia, è la sensibilità alla discordanza dimensionale tra media e varianza, motivo per cui la varianza è talvolta sostituita dallo scarto quadratico medio. Anche per questo criterio devono valere le condizioni di regolarità per cui media e varianza devono esistere per le funzioni di perdita.

### Criterio di Hurwicz
Il criterio di Hurwicz cerca di risolvere un problema insito nel criterio del minimax che è l'indesiderabilità del suo approccio "pessimista", ossia che tende a considerare tra tutte solo la perdita peggiore che può essere subita. Esso introduce un cosiddetto parametro detto indice di pessimismo-ottimismo {\displaystyle \lambda } che permette di regolare il "pessimismo" del criterio:
{\displaystyle K_{H}(W_{\delta })=\lambda sup_{\omega }W_{\delta }(\omega )+(1-\lambda )inf_{\omega }W_{\delta }(\omega ),0\leq \lambda \leq 1}
Ovviamente, per {\displaystyle \lambda =1} si torna al criterio del minimax.

## Monotonicità di un criterio
Sarebbe preferibile se un criterio di ottimalità fosse coerente col preordinamento naturale già indotto sullo spazio delle funzioni di perdita {\displaystyle {\mathcal {W}}}. A questo scopo si introduce per loro il concetto di monotonicità. In particolare, un criterio è detto (debolmente) monotono su {\displaystyle {\mathcal {W}}} se {\displaystyle W_{\delta _{1}}\leq W_{\delta _{2}}} implica che {\displaystyle K(W_{\delta _{1}})\leq K(W_{\delta _{2}})}, ossia se una funzione di perdita è sempre minore o uguale di un'altra, il criterio mantiene tale disuguaglianza.
Tale definizione può essere rafforzata in più modi. Si può dire che un criterio è strettamente monotono se {\displaystyle W_{\delta _{1}}\leq W_{\delta _{2}},W_{\delta _{1}}\neq W_{\delta _{2}}} implica che {\displaystyle K(W_{\delta _{1}})<K(W_{\delta _{2}})}, ossia il criterio per una funzione di perdita è strettamente minore dell'altro se questa è sempre minore o uguale dell'altra e le due funzioni di perdita non coincidono.
Poiché però questa definizione implica necessariamente che un comportamento peggiore di {\displaystyle W_{\delta _{1}}} rispetto a {\displaystyle W_{\delta _{2}}} debba portare a una minoranza stretta del criterio in {\displaystyle W_{\delta _{1}}} rispetto al criterio in {\displaystyle W_{\delta _{2}}}, un rafforzamento alternativo è la definizione di criterio {\displaystyle \mu }-monotono, ossia un criterio, in termini intuitivi, che sia strettamente monotono a meno di insiemi trascurabili. Per definirlo, sia una misura {\displaystyle \mu } su {\displaystyle (\Omega ,{\mathcal {A}}_{\Omega })}; allora un criterio si dice {\displaystyle \mu }-monotono se, quando {\displaystyle W_{\delta _{1}}\leq W_{\delta _{2}}} e l'insieme di stati di natura {\displaystyle \{\omega :W_{\delta _{1}}\neq W_{\delta _{2}}\}} ha misura non nulla, vale che {\displaystyle K(W_{\delta _{1}})<K(W_{\delta _{2}})}. La misura {\displaystyle \mu }, molto spesso, è semplicemente la misura di Lebesgue.
Si può dimostrare che se {\displaystyle \Omega } è un intervallo di {\displaystyle {\mathcal {R}}^{k}} e tutte le funzioni di perdita sono continue in {\displaystyle \omega }, allora la {\displaystyle \mu }-monotonicità implica la monotonicità stretta purché la misura {\displaystyle \mu } su {\displaystyle (\Omega ,{\mathcal {A}}_{\Omega })} abbia supporto {\displaystyle \Omega }.
È importante notare che la monotonicità di un criterio è specifica per un certo spazio di funzioni di perdita {\displaystyle {\mathcal {W}}}: un criterio monotono su {\displaystyle {\mathcal {W}}_{1}} potrebbe non esserlo su {\displaystyle {\mathcal {W}}_{2}}. Per questo motivo, per studiare la monotonicità dei criteri, si assume spesso a priori che {\displaystyle {\mathcal {W}}} sia l'insieme di funzioni di perdita su cui il criterio è almeno formalmente applicabile.